# 11063 Пойнтінг
11063 Пойнтінг (11063 Poynting) — астероїд головного поясу, відкритий 2 листопада 1991 року.
Тіссеранів параметр щодо Юпітера — 3,325.